# علي حسن الأحمدي
علي حسن الاحمدي سياسي ومسئول حكومي يمني.عُين سفيرا لليمن لدى البحرين منذ يوليو 2016.

## مولده
ولد في قرية (السر) المصينعة, مديرية الصعيد بمحافظة شبوة عام 1956 م.

## تعليمة
أكمل دراسته الثانوية في مدينة المكلا في محافظة حضرموت سنة 1977م.وكان أحد القيادات البارزة في الحركة الطلابية اليمنية.
واكمل دراسته الجامعية ونال الدكتوراه في العلاقات الاقتصادية الدولية في مدينة صوفيا في بلغاريا عام 1991م.

## المناصب التي تقلدها
- عين سنة عام1985م مستشارًا ثقافيًّا في مدينة صوفيا في بلغاريا.
- محافظًا لمحافظة البيضاء في يونيو 1991م وحتى سبتمبر 1994م .
- محافظًا لمحافظة حجة حتى 2001م .
- وزيرًا للثروة السمكية 2001م .
- عضوًا في مجلس الشورى 2003م.
- سفيرًا لليمن لدى دولة الكويت في أكتوبر 2003م.
- انتخب محافظا لمحافظة شبوة في 17 مايو 2008م من قبل المجالس المحلية في أول انتخابات أجريت للمحافظين في اليمن .
- في 11 سبتمبر 2012 م صدر قرار جمهوري بتعينة رئيسا لجهاز الامن القومي
- في يوليو 2016 عٌين سفيرا لليمن لدى البحرين[3]

## أوسمة تقلدها
1. وسام الوحدة 22 مايو.
2. وسام الملك عبد العزيز ال سعود .

## مؤلفاته
- علاقات التعاون الاقتصادي بين جمهورية اليمن الديمقراطية ودول السبق الذي صدر باللغة البلغارية.
- له عدد من البحوث في الإدارة المحلية، والثروة السمكية، مخطوطة, ومجموعة مقالات وحوارات صحفية مع صحف محلية وعربية وأجنبية